# HD 102776
j Centauri
Ne doit pas être confondu avec J Centauri (HD 116087).
Désignations
j Centauri (en abrégé j Cen), également désignée HD 102776 ou HR 4537, est une possible étoile binaire de la constellation australe du Centaure, située à environ 600 années-lumière de la Terre. Elle est visible à l'œil nu avec une magnitude apparente de 4,32.

## Environnement stellaire
j Centauri présente une parallaxe annuelle de 5,48 mas telle que mesurée par le satellite Hipparcos, ce qui permet d'en déduire qu'elle est distante d'environ 180 pc (∼587 al) de la Terre. Elle s'éloigne du Système solaire à une vitesse radiale d'environ +29 km/s.
Le système est membre du groupe Bas-Centaure Croix du Sud de l'association Scorpion-Centaure, qui est l'association d'étoiles massives de types O et B la plus proche du Système solaire. Il présente une vitesse particulière relativement élevée de 31,1 km/s et c'est une étoile en fuite candidate qui a été éjectée de son association, le plus probablement à la suite de l'explosion d'une supernova.

## Propriétés
j Centauri est une binaire astrométrique suspectée, qui est révélée par la présence d'anomalies dans la mesure son mouvement propre au cours du temps. Sa composante visible est une étoile bleu-blanc de la séquence principale de type spectral B3V. Elle est 7,2 fois plus massive que le Soleil et elle est âgée d'environ 32 millions d'années. Elle tourne rapidement sur elle-même à une vitesse de rotation projetée qui a été mesurée entre 200 et 270 km/s ; cela donne à l'étoile une forme aplatie avec un bourrelet équatorial qu'on estime être 11 % plus grand que son rayon polaire.
j Centauri est également une étoile Be qui montre des raies en émission de la série de Balmer dans son spectre, en raison de la présente d'un disque circumstellaire de gaz éjectés en orbite. C'est une variable suspectée dont la magnitude visuelle a été observée varier entre 4,30 et 4,39.